# 芦野祥太郎
芦野 祥太郎（あしの しょうたろう、1990年1月4日 - ）は、日本の男性プロレスラー。全日本プロレス所属。東京都西東京市出身。血液型O型。

## 来歴

### WRESTLE-1
日本体育大学体育学部レスリング部出身。インカレなどで活躍。監督と馳浩の推薦により2014年8月1日、WRESTLE-1の練習生として入門する。2015年2月13日、後楽園ホール大会で熊ゴローとのデビュー戦を勝利。
同年開始の「WRESTLE-1 GRAND PRIX 2015」では、新人ながら準々決勝に進出するも征矢学に敗れた。

#### TriggeR
10月、近藤修司、河野真幸、村瀬広樹と共闘して「TriggeR」結成。11月3日、村瀬と組み、征矢&葛西純組が持つWRESTLE-1タッグチャンピオンシップに挑むが敗れる。
12月18日、練習中に右肩を負傷したため長期欠場に入り、2016年3月13日、復帰戦を行う。
2016年6月8日、KAIの持つWRESTLE-1チャンピオンシップに初挑戦するも、敗れる。
7月1日、WRESTLE-1 GRAND PRIX 2016中に膝の靭帯を痛めながらも準決勝の征矢戦に強行出場。わずか27秒でセコンドの河野がタオルを投げたことで芦野のTKO負けとなり、再び長期欠場に入る。
12月9日、"brother"YASSHIとのタッグで村瀬広樹&三富政行戦にて復帰。復帰後はリング内外で黒潮"イケメン"二郎と激しくぶつかり1月にはシングルで対戦し、勝利。
2017年3月20日、河野の持つWRESTLE-1チャンピオンシップに挑戦、勝利し第11代王者となる。

#### Enfants Terribles
8月11日、後楽園ホール大会で児玉裕輔、立花誠吾と新ユニットEnfants Terriblesを結成した。
9月2日、横浜文化体育館大会にてWRESTLE-1チャンピオンシップ防衛戦で黒潮"イケメン"二郎を35分を超える激闘の末に勝利し、4度目の防衛に成功。その試合直後に挑戦表明してきた稲葉大樹を18日の後楽園ホール大会で迎え撃ち、イケメン戦に引き続き30分超えとなったハードな戦いを制して5度目の防衛に成功。
2018年3月14日、征矢に敗れW-1王座から陥落したものの、7回連続防衛は同タイトル最長記録となった。同年9月2日に征矢とのタイトルマッチでリベンジに成功し2度目の王座に就くも、2019年1月5日にT-Hawkに敗れ王座を明け渡す。同年4月18日に熊ゴローと結託（5月6日に「羆嵐」に改名）すると、5月6日には羆嵐とのコンビで征矢学&AKIRAを降しWRESTLE-1タッグチャンピオンシップ初戴冠を果たした。
その後も芦野はWRESTLE-1の中心選手として征矢や稲葉といった団体内のライバル達や外敵でもあるプロレスリング・ノアの中嶋勝彦とのWRESTLE-1チャンピオンシップを巡る激しい戦いを見せていくが、2020年2月29日にWRESTLE-1の活動停止が決定し、同年3月31日付を持って退団となった。

### フリー
2020年4月6日、芦野は全日本プロレス新木場1stRING大会のリングに登場し、全日本プロレスへの参戦を発表した。当初、チャンピオンカーニバルにて来日不可となった外国人選手枠に出場するはずも、新型コロナウイルス感染症の影響で開催自体が中止となってしまった。その後は諏訪魔が保持する三冠ヘビー級への挑戦を視野に入れて動き始め、宮原健斗やゼウスといった三冠ヘビー級元王者やジェイク・リーら強敵を相手に一歩も引かぬ戦いを見せ、最終的に次期挑戦者の座を掴み取った。
6月30日、TVマッチにて諏訪魔との三冠ヘビー級タイトルマッチに臨み、得意のアンクルロックなど徹底した足攻めで奮闘を見せるも、連続ジャーマンから流れを引き寄せた諏訪魔の前に敗れてしまい、王座奪取はならなかった。
その後も児玉と羆嵐らEnfants Terriblesのメンバーと共に全日本に継続参戦。全日本生え抜きの大森北斗や前所属W-1ではライバルだった土肥こうじも加入し徐々に勢力を拡大していく。しかし、秋に行われたチャンピオン・カーニバル代替では得点4でBブロック敗退、同年の世界最強タッグ決定リーグ戦も羆嵐とのコンビで出場したが、得点6に終わってしまった。
2021年1月24日には、リベンジを目指した諏訪魔との2度目の三冠戦でも敗戦。北斗や羆嵐らと不協和音が生じ始めると、2月23日の後楽園ホール大会で羆嵐と土肥と組んだ6人タッグの試合中にメンバー全員に裏切られてしまい、対戦相手だったジェイクの新ユニットに合流を許してしまう羽目となった。また同年のチャンピオン・カーニバルでは、得点8で優勝争いに残れなかった。
8月の王道トーナメントにも出場し青柳優馬、ゼウス、青柳亮生、ジェイクを下して決勝に進出するも、後にパートナーとなる諏訪魔に敗れ準優勝に終わった。試合後のリングで芦野は諏訪魔からタッグ結成を持ちかけられ、これを了承する。9月7日、宮原・青柳組の保持する世界タッグ王座に挑戦し、芦野自らが青柳を下して王座を奪取した。

### 全日本プロレス
2022年1月2日付で全日本プロレス所属となった。同年6月19日、大田区総合体育館大会で本田竜輝とともに石川修司＆佐藤耕平の「ツインタワーズ」を破り、2度目の世界タッグ王座を奪取した。8月20日には、本田とEnfants Terribles時代の同志である児玉裕輔・立花誠吾らによる、元WRESTLE-1所属選手の新ユニット「GUNGNIR OF ANARCHY」を結成。
。
2023年5月7日大田区総合体育館で行われた「#ajpwチャンピオンカーニバル2023」優勝決定戦でGLEAT所属のT-Hawkを破り初優勝。全日本プロレス所属となって初のシングルタイトルを獲得した。しかしその試合を最後に左尺骨骨折により長期欠場、三冠ヘビー級王者永田裕志への挑戦は中止となった。また欠場中に本田がGUNGNIR OF ANARCHYから卒業すると、児玉も行政書士に転身するなど、GUNGNIR OF ANARCHYはフェードアウトしていった。
約半年の負傷欠場後、2024年1月27日に三冠ヘビー級王座をかけて中嶋勝彦に挑戦したが、王座奪取はならなかった。
2025年、全日本プロレスに来日したザイオンと、4月26日にチャンピオン・カーニバル公式戦で戦い意気投合。ザイオンの命名によるユニット「HAVOC」を結成、6月1日には宮原健斗&青柳優馬のビジネスタッグが保持する世界タッグに挑戦するも惜敗。その後もザイオンが呼び寄せたオデッセイが合流し、勢力を拡大している。

## 入場曲
- Fuel / METALLICA

## 人物
- 髭面の精悍な顔貌、多彩なスープレックスが特徴。ライバルの黒潮"イケメン"二郎をディスリスペクトしている一方で、観客と一体になって楽しくプロレスができるイケメンの姿を、リングに入ると余裕がなくて相手を倒したくて仕方なくなる自分にはないものを持っているとして、羨ましく思うところがある[17]。
- カート・アングルを尊敬している。
- アーセナルFCとメタリカの熱狂的なファン。
- 2017年のインタビューでは、WRESTLE-1は面白くなっている一方で選手がサラリーマン化しており、良くも悪くも言われたことを素直にやると分析している[17]。
- 瓶ビールはグラスを使わず、"瓶直"派である。
- ダーツを趣味としている。

## 得意技

### フィニッシュ・ホールド
この節の出典：
アンクルロック
スタンディング式アンクルロック、グランド式グレイプバイン・アンクル・ロックの2種類を使用する。
Tボーン・スープレックス

### 合体技
ウルトラジャーマンボム
諏訪魔のパワーボムと芦野のジャーマンスープレックスの合体技。
諏訪魔さん、どこ？
諏訪魔との連携技。

## タイトル歴
WRESTLE-1

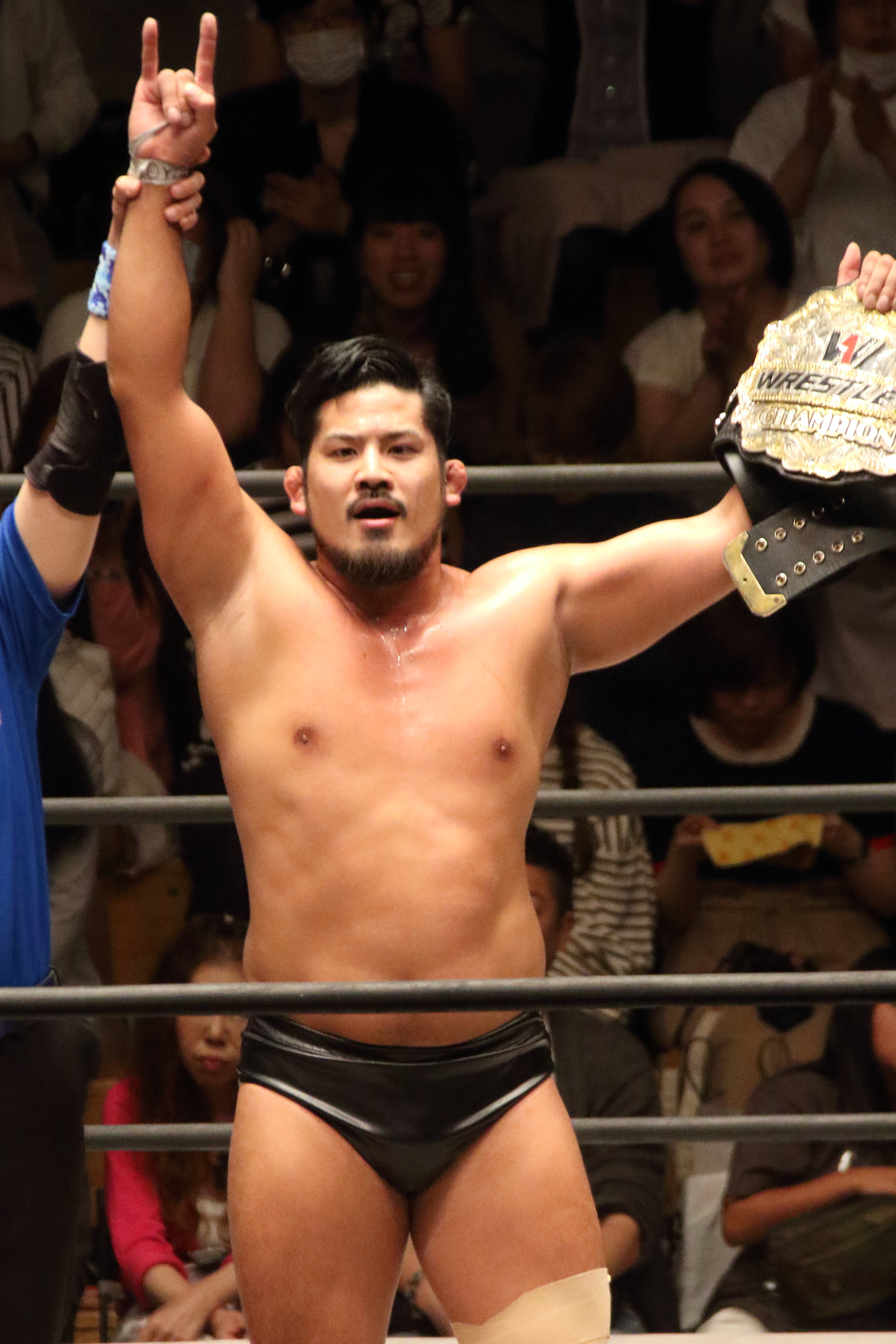
WRESTLE-1チャンピオンシップ

- 第11代、第13代WRESTLE-1チャンピオンシップ
- 第60代UWA世界6人タッグ王座（パートナーは児玉裕輔、立花誠吾）
- 第14代WRESTLE-1タッグチャンピオンシップ（パートナーは羆嵐）
- WRESTLE-1 GRAND PRIX 優勝（2018年）

全日本プロレス
- 第89代、第91代世界タッグ王座（パートナーは諏訪魔、本田竜輝）
- チャンピオン・カーニバル 優勝（2023年）

SMASH
- SMASH王座（第4代）

## 出演

### CM
- 花王「バスマジックリン スーパークリーン」新発売編（2018年5月 -）[21]

### テレビドラマ
- 焼肉プロレス（2019年、テレビ大阪） - 片桐琢磨 役